# 达格比尔

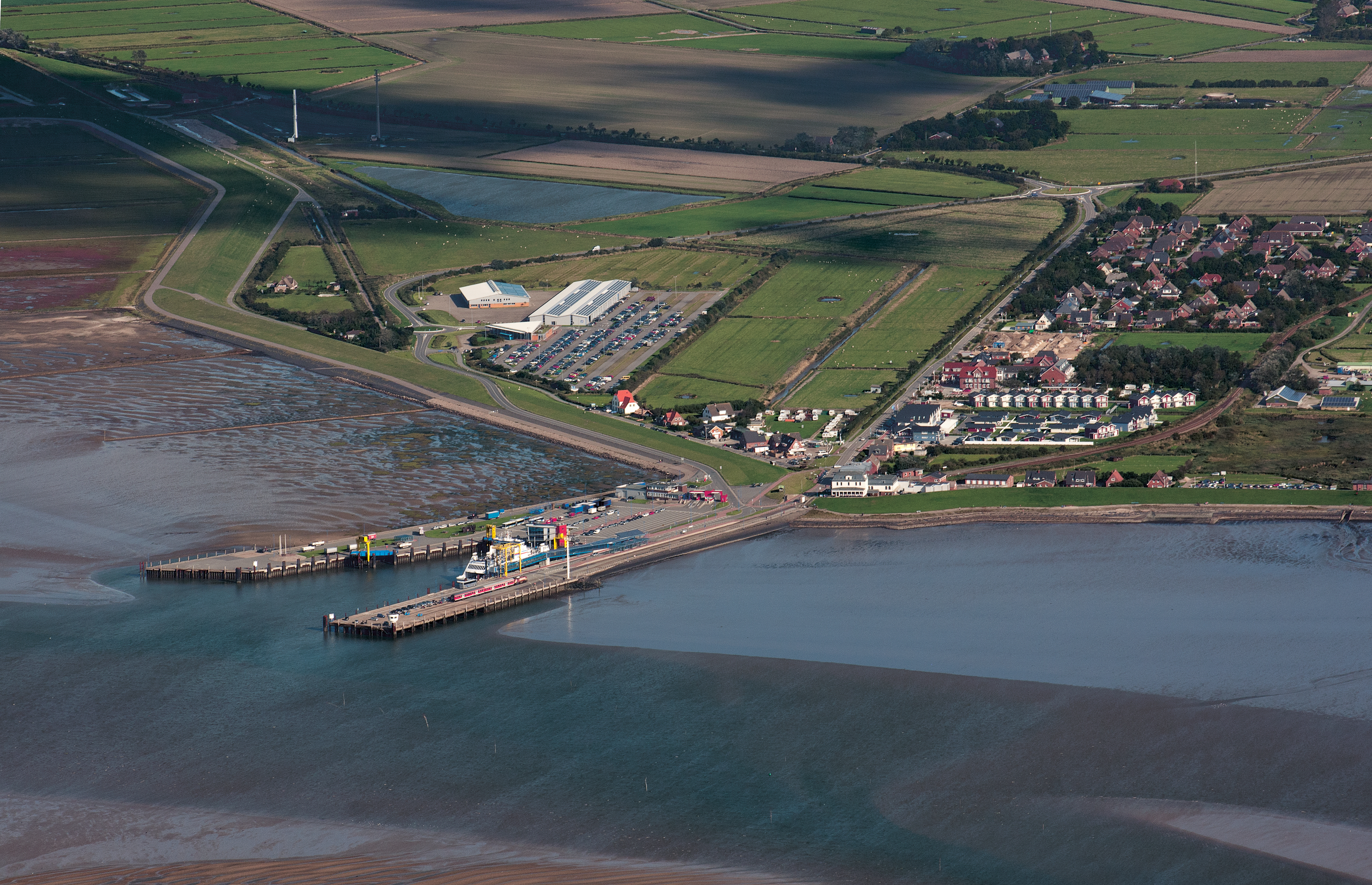
Dagebüll

达格比尔（德語：Dagebüll）是德国石勒苏益格－荷尔斯泰因州的一个市镇。总面积36.92平方公里，总人口896人，其中男性435人，女性461人（2011年12月31日），人口密度24人/平方公里。